# Зайтц, Франц (старший)
Франц Зайтц (нем. Franz Seitz , 14 апреля 1887, Мюнхен — 7 марта 1952, Шлиерзе) — немецкий кинорежиссёр, актёр и сценарист.

## Биография
Франц Зайтц родился 14 апреля 1887 года в Мюнхене.
Окончив двухгодичную актёрскую школу, под псевдонимом Франц Феликс (нем. Franz Felix) играл на различных театральных сценах Баварии.
В 1908 году получил ангажемент в Народный театр Нюрнберга. В 1912 году дебютировал в качестве театрального режиссёра.

В 1917 году под руководством пионера немецкого кино Петера Остермайера поставил свой первый — немой — кинофильм.

В 1929—1930 годах работал в мюнхенской кинокомпании «Emelka», где руководил производством.

В 1930 году организовал собственную продюсерскую компанию, но режиссировал и фильмы других производителей. В основном снимал юмористические сюжеты в жанре традиционного шванка на фоне альпийских пейзажей.

Получил известность после прихода к власти Гитлера, сняв в 1933 году по заказу нацистов пропагандистский антикоммунистический фильм «Штурмовик Бранд» (нем. S.A.-Mann Brand).

Большой успех у зрителей имела вышедшая на экраны в 1937 году кинокомедия «1А в Верхней Баварии» (нем. IA in Oberbayern).
За 30 лет работы в кинематографе участвовал (в качестве режиссёра, сценариста, продюсера) в съёмках более 60 фильмов.

Умер 7 марта 1952 года в посёлке Шлиерзе в Верхней Баварии.
Дети Франца Зайтца унаследовали интересы отца: Франц Зайтц-младший, родившийся в 1921 году, стал кинематографистом (режиссёром и сценаристом), а Ганс Зайтц, родившийся в 1923 году, — комическим актёром, известным под псевдонимом Ганс Терофаль (нем. Hans Terofal, по фамилии матери).

## Фильмография
- 1933 — Штурмовик Бранд (режиссёр)